# Посольство Индии в США

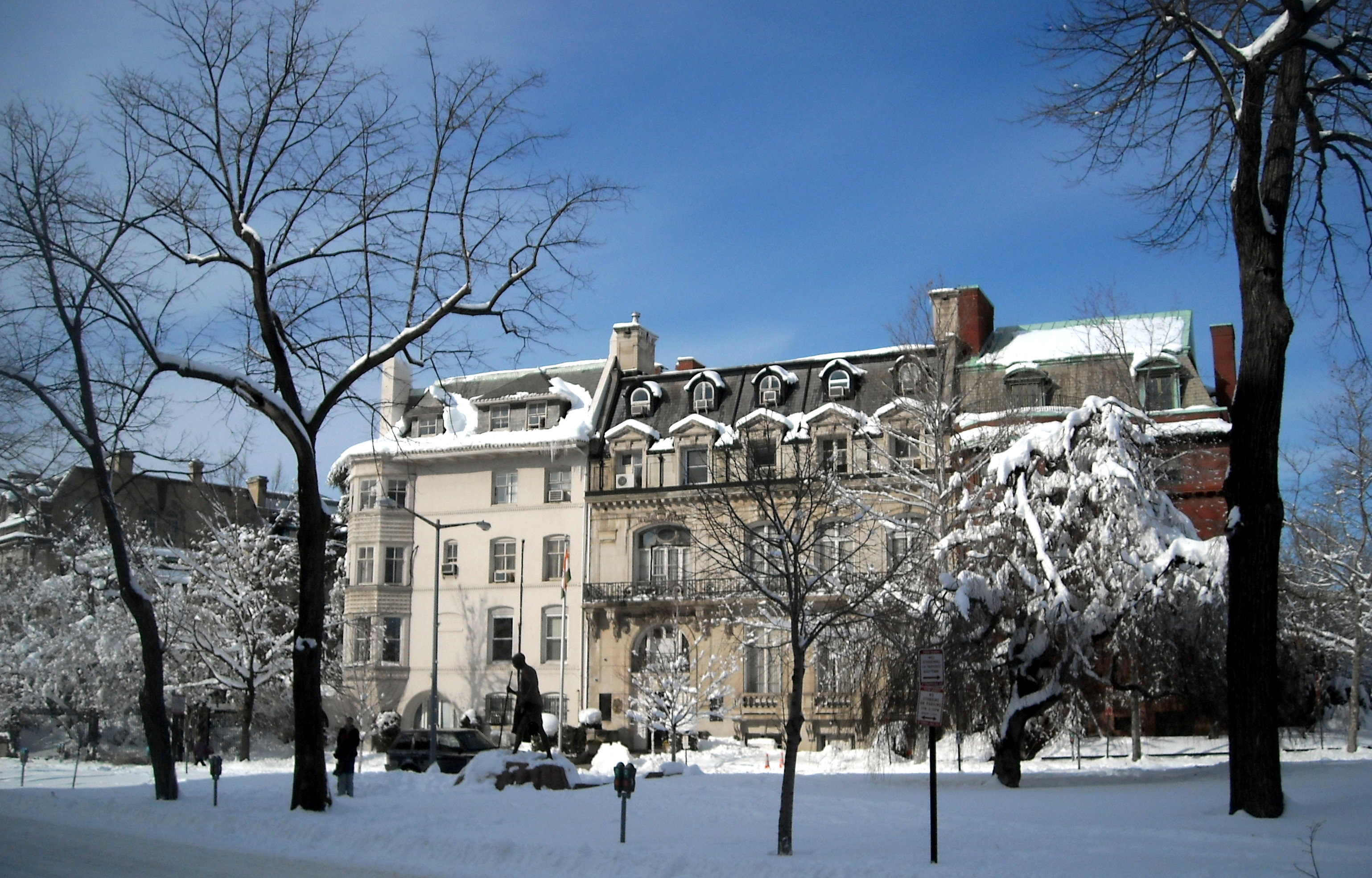
Посольство Индии в Вашингтоне в «посольском ряду» на Массачусетс-авеню, 2107.

Памятник Махатмы Ганди перед индийским посольством.

Посольство Индии в Вашингтоне — главная дипломатическая миссия Индии в США, расположена на северо-западе Вашингтона на Массачусетс-авеню, 2107 в квартале, называемом Посольский ряд. Перед посольством стоит памятник Махатме Ганди.
Кроме посольства Индия имеет на территории США генеральные консульства в Нью-Йорке, Сан-Франциско, Чикаго и Хьюстоне.
Посол Индии в США: Таранджит Сингх Сандху (с 6 февраля 2020 года).

## Здание посольства
Посольство состоит из двух соседних зданий. Одно из них было построено в 1885 году, в 1907 году было надстроено ещё четыре этажа. Другое здание, называемое дом Дипью, было построено в 1901 году. Это, вероятно, старейшее имущество за рубежом, принадлежащее правительству Индии.
Дом Дипью сделан из гранита и известняка, был построен Т. Моррисом Мюрреем в стиле французской архитектуры XVIII века. Среди известных обитателей: американский сенатор Питер Джерри (1914—1915), заместитель министра финансов Огден Миллз (1928), и Мей Палмер Дипью, вдова сенатора США Чонси Дипью. После смерти Мей Дипью в 1940 году, её двоюродный брат арендовал дом нескольким арендаторам, среди которых было Британское закупочное агентство. Правительство Индии приобрело дом в 1946 году и соединило его с соседним зданием.